# Gnaphosa dolosa
Gnaphosa dolosa är en spindelart som beskrevs av Herman 1879. Gnaphosa dolosa ingår i släktet Gnaphosa och familjen plattbuksspindlar. Inga underarter finns listade i Catalogue of Life.